# François Andrieux
François Guillaume Jean Stanislas Andrieux (Strasburgo, 6 maggio 1759 – Parigi, 10 maggio 1833) è stato un avvocato, poeta e drammaturgo francese.

## Biografia

### L'Ancien Régime
Sotto l'Ancien Régime, François Andrieux fu apprendista presso la procura allo Châtelet. Amico di Collin d'Harleville, fece carriera come capo di gabinetto dell'amministrazione delle finanze e come scrittore. Sposò Marie Jude il 28 settembre 1784.

### Sotto la Rivoluzione
Nel 1789 venne promosso avvocato ed entrò nei servizi di liquidazione del debito. Fu membro del club dei Giacobini. Dopo la caduta dei Girondini nel 1793, lasciò Parigi e si stabilì a casa di Collin d'Harleville, dove visse con discrezione durante il Terrore. Divenne giudice presso il tribunale di cassazione (1796).

### Sotto il Consolato e il Primo Impero
Di ritorno a Parigi sotto il Direttorio, fu eletto deputato al Consiglio dei Cinquecento nel 1798. Venne eletto al Tribunato nel 1800, ma non fu rieletto nel 1802 insieme a Benjamin Constant, Pierre Daunou e Guinguené per essersi preso troppe libertà al cospetto di Napoleone Bonaparte: «Ci si appoggia soltanto su ciò che resiste», avrebbe detto a Bonaparte che gli rimprovereva la sua opposizione.
Venne eletto membro dell'Istituto al momento della sua creazione nel 1796 e dell'Académie française nel 1802. Si dedicò all'insegnamento delle lettere e di grammatica all'École polytechnique dal 1804 al 1816. A partire dal 1814, insegnò letteratura francese e morale al Collège de France. Esercitò queste funzioni fino alla fine dei suoi giorni, malgrado la debolezza della sua voce. Divenne, nel 1829, segretario perpetuo dell'Académie française.

## L'opera
Tra le sue commedie d'intrigo, che seguivano molto il gusto dell'epoca, la più popolare fu Les Étourdis, rappresentata per la prima volta nel 1787. Fu apprezzata da André Chénier, che scrisse: «Dopo Les Folies amoureuses, sarebbe forse impossibile citare una sola commedia in tre atti che riunisca, così come fa Les Étourdis, il fascino di una versificazione brillante, la gaiezza del dialogo, l'originalità dei caratteri e la pungente varietà delle citazioni». François Andrieux si fece notare anche dai suoi contemporanei per i suoi racconti e le sue poesie narrative. Tuttavia, la sua opera venne presto eclissata dalla moda dei nuovi autori romantici ai quali egli si opponeva.

## Opere
Teatro
- Anaximandre, ou le Sacrifice aux Grâces, comédie en un acte en vers de dix syllabes, Parigi, Théâtre Italien, 20 dicembre 1782
- Les Étourdis, ou le Mort supposé, comédie en 3 actes en vers, Parigi, Comédie-Italienne, 14 dicembre 1787
- Louis IX en Égypte, opéra en 3 actes, Parigi, Académie royale de musique, 15 giugno 1790. Parole di Nicolas-François Guillard e Andrieux, musica di Jean-Baptiste Lemoyne
- L'enfance de Jean-Jacques Rousseau, comédie en un acte, mêlée de musique, Parigi, Opéra-Comique, 4 pratile anno II (1794)
- Helvétius, ou La Vengeance d'un sage, comédie en un acte et en vers, Parigi, Théâtre Louvois, 28 pratile anno X (1802)
- Le Trésor, comédie en 5 actes, en vers, Parigi, Théâtre Louvois, 28 gennaio 1804
- Molière avec ses amis, ou la Soirée d'Auteuil, comédie en 1 acte en vers, Parigi, Théâtre-Français, 16 messidoro anno XII (1804)
- La Suite du Menteur, comédie en cinq actes, en vers de Pierre Corneille, avec des changemens et additions considérables et un prologue, Parigi, Comédiens français, 29 ottobre 1808
- Le Vieux Fat, ou les Deux Vieillards, comédie en 5 actes, en vers, Parigi, Comédie-Française, 6 giugno 1810
- Lucius Junius Brutus, tragédie en 5 actes, Parigi, Théâtre-Français, 13 settembre 1830
- Quelques scènes impromptu ou la Matinée du jour de l'an. Prologue pour l'ouverture du Théâtre royal de l'Odéon, sous la direction de M. Picard, Parigi, Théâtre de l'Odéon, 1º gennaio 1816
- La Comédienne, comédie en 3 actes, en vers, Parigi, Comédie Française, 6 marzo 1816
- La Jeune créole, comédie en cinq actes, en prose, imitée de l'anglais de Richard Cumberland (1818)
- Le Rêve du mari, ou le Manteau, comédie en 1 acte et en vers, Parigi, Théâtre-Français, 20 maggio 1826

Varie
- Querelle de Saint-Roch et de Saint-Thomas, sur l'ouverture du manoir céleste à Mademoiselle Chamero (1795)
- Contes et opuscules en vers et en prose, suivis de poésies fugitives (1800)
- Cours de grammaire et de belles-lettres: sommaire des leçon (1806)
- Œuvres de François-Guillaume-Jean-Stanislas Andrieux (4 volumi, 1818-23)
- Dialogues de l'orateur: Brutus ou Dialogue sur les orateurs illustres (2 volumi, 1830-31). Traduzione da Cicerone.
- Poésies de François-Guillaume-Jean-Stanislas Andrieux (1842)
- Récits et anecdotes (1900)